# Carex hirtelloides
Carex hirtelloides är en halvgräsart som först beskrevs av Georg Kükenthal, och fick sitt nu gällande namn av Fa Tsuan Wang, Tang och Pei Chun Qiong Li. Carex hirtelloides ingår i släktet starrar, och familjen halvgräs. Inga underarter finns listade i Catalogue of Life.